# Torbjörn Freij
Nils-Erik Torbjörn Freij, född 13 augusti 1949 i Mölndal, är en svensk pastor, journalist och författare.
Torbjörn Frej har varit redaktör för tidningen Dagen samt baptistpastor i Sollentuna kommun. Han har givit ut flera böcker, däribland en bok om New Age, "De nygamla lögnerna om Eden" (1984).